# Campeonato da Argentina de Ciclismo Contrarrelógio
Os Campeonatos da Argentina de Ciclismo Contrarrelógio organizam-se anualmente e ininterruptamente desde o ano de 2000 para determinar o campeão ciclista da Argentina de cada ano, na modalidade.
O título outorga-se ao vencedor de uma única corrida, na modalidade de Contrarrelógio individual. O vencedor obtém o direito a portar um maillot com as cores da bandeira argentina até ao campeonato do ano seguinte, somente quando disputa provas contrarrelógio.

## Palmarés
| Ano  | Vencedor                                    | Segundo                                     | Terceiro                                    |
| ---- | ------------------------------------------- | ------------------------------------------- | ------------------------------------------- |
| 1999 | Javier Gómez                                | Juan Manuel Aguirre                         | Emilio Carricondo                           |
| 2000 | Edgardo Simon                               | Javier Gómez                                | Guillermo Brunetta                          |
| 2001 | Edgardo Simon                               | Javier Gómez                                | Gonzalo Salas                               |
| 2002 | Juan Curuchet                               | Oscar Villalobo                             | Pedro Prieto                                |
| 2003 | Guillermo Brunetta                          | Javier Gómez                                | Matías Médici                               |
| 2004 | Guillermo Brunetta                          | Oscar Villalobo                             | Matías Médici                               |
| 2005 | Guillermo Brunetta                          | Oscar Villalobo                             | César Sigura                                |
| 2006 | Matías Médici                               | Oscar Villalobo                             | César Sigura                                |
| 2007 | Guillermo Brunetta                          | Oscar Villalobo                             | Juan Manuel Aguirre                         |
| 2008 | Matías Médici                               | Martín Garrido                              | Jorge Giacinti                              |
| 2009 | Juan Curuchet                               | Matías Médici                               | Não concedida                               |
| 2010 | Matías Médici                               | Jorge Giacinti                              | Leandro Messineo                            |
| 2011 | Leandro Messineo                            | Matías Médici                               | Martín Garrido                              |
| 2012 | Ignacio Pereyra                             | Juan Ariel Lucero                           | Daniel Samora                               |
| 2013 | Leandro Messineo                            | Sergio Godoy                                | Cristian Ranquehue                          |
| 2014 | Laureano Rosa                               | Daniel Díaz                                 | Jorge Giacinti                              |
| 2015 | Alejandro Durán                             | Matias Medici                               | Juan Ariel Lucero                           |
| 2016 | Laureano Rosas                              | Emiliano Ibarra                             | Hugo Ángel Velázquez                        |
| 2017 | Mauricio Muller                             | Emiliano Ibarra                             | Juan Javier Melivilo                        |
| 2018 | Emiliano Ibarra                             | Rubén Ramos                                 | Alejandro Durán                             |
| 2019 | Juan Pablo Dotti                            | Emiliano Ibarra                             | Alejandro Durán                             |
| 2020 | Edição suspendida pela pandemia de COVID-19 | Edição suspendida pela pandemia de COVID-19 | Edição suspendida pela pandemia de COVID-19 |
| 2021 | Juan Pablo Dotti (2)                        | Alejandro Durán                             | Leonardo Cobarrubia                         |
| 2022 | Alejandro Durán(2)                          | Juan Pablo Dotti                            | Nicolás Tivani                              |
| 2023 | Sergio Fredes                               | Juan Pablo Dotti                            | Leonardo Cobarrubia                         |
| 2024 | Sergio Fredes                               | Leonardo Cobarrubia                         | Diego Valenzuela                            |
| 2025 | Mateo Kalejmann                             | Fausto Gómez                                | Alejandro Durán                             |

### Feminino
| Ano  | Vencedor                                    | Segundo                                     | Terceiro                                    |
| ---- | ------------------------------------------- | ------------------------------------------- | ------------------------------------------- |
| 1998 | Lorena Colmam                               |                                             |                                             |
| 1999 | Lorena Colmam (2)                           |                                             |                                             |
| 2000 | Valeria Müller                              |                                             |                                             |
| 2001 | Valeria Müller (2)                          |                                             |                                             |
| 2002 | Valeria Müller (3)                          |                                             |                                             |
| 2003 | Jessica Compiano                            |                                             |                                             |
| 2004 | Jessica Compiano (2)                        |                                             |                                             |
| 2005 | Valeria Müller (4)                          |                                             |                                             |
| 2006 | Mónica Santapa                              |                                             |                                             |
| 2007 | Jessica Compiano (3)                        |                                             |                                             |
| 2008 | Valeria Müller (5)                          |                                             |                                             |
| 2009 | Valeria Müller (6)                          |                                             |                                             |
| 2010 | Valeria Müller (7)                          |                                             |                                             |
| 2011 | Valeria Müller (8)                          |                                             |                                             |
| 2012 | Valeria Müller (9)                          |                                             |                                             |
| 2013 | Inés Gutiérrez                              | Cristina Greve                              | Ana Andrea Arias                            |
| 2014 | Valeria Müller (10)                         | Ana Andrea Arias                            | Julia Sánchez Parma                         |
| 2015 | Valeria Müller (11)                         |                                             |                                             |
| 2016 | Estefanía Pilz                              |                                             |                                             |
| 2017 | Valeria Müller (12)                         | Fiorella Malaspina                          | Inés Gutiérrez                              |
| 2018 | Estefanía Pilz (2)                          | Fiorella Malaspina                          | Antonella Leonardi                          |
| 2019 | Fiorella Malaspina                          | Valeria Müller                              | Antonella Leonardi                          |
| 2020 | Edição suspendida pela pandemia de COVID-19 | Edição suspendida pela pandemia de COVID-19 | Edição suspendida pela pandemia de COVID-19 |
| 2021 | Fiorella Malaspina (2)                      | Maribel Aguirre                             | Antonella Leonardi                          |
| 2022 | Antonella Leonardi                          | Carolina Pérez                              | María Alejandra Valoris                     |
| 2023 | Anabel Yapura                               | Fiorella Malaspina                          | Carolina Pérez                              |
| 2024 | Carolina Maldonado                          | Antonella Leonardi                          | Maria Yanina Acosta                         |
| 2025 | Fiorella Malasipina                         | Maribel Aguirre                             | Jennifer Francone                           |